# Marcus Thomsen
Marcus Thomsen (* 7. Januar 1998 in Voss) ist ein norwegischer Leichtathlet, der sich auf das Kugelstoßen spezialisiert hat.

## Sportliche Laufbahn
Erste internationale Erfahrungen sammelte Marcus Thomsen 2015 bei den Jugendweltmeisterschaften in Cali, bei denen er mit einer Weite von 19,16 m mit der 5-kg-Kugel den elften Platz belegte. Im Jahr erreichte er bei den U20-Weltmeisterschaften in Bydgoszcz mit 19,39 m mit der 6-kg-Kugel Rang sieben und 2017 siegte er bei den U20-Europameisterschaften in Grosseto mit 21,36 m. 2018 nahm er erstmals an den Europameisterschaften in Berlin teil, erreichte mit 19,59 m aber nicht das Finale. Bei den Leichtathletik-Halleneuropameisterschaften 2019 in Glasgow wurde er mit einem Stoß auf 20,22 m Siebter und gelangte anschließend bei den U23-Europameisterschaften in Gävle mit 19,41 m auf den vierten Platz. 2020 siegte er mit 20,34 m beim Karlstad GP und im Jahr darauf belegte er bei den Halleneuropameisterschaften in Toruń mit 20,28 m den siebten Platz. Im Juni siegte er mit 20,83 m beim Sollentuna GP. 2022 siegte er mit 20,85 m bei den Trond Mohn Games sowie anschließend mit 20,89 m beim Kladno hází a Kladenské Memoriály. Im Juli gelangte er bei den Weltmeisterschaften in Eugene mit 20,66 m im Finale auf den zehnten Platz und anschließend belegte er bei den Europameisterschaften in München mit 19,91 m den neunten Platz.
2023 klassierte er sich bei den Halleneuropameisterschaften in Istanbul mit 20,66 m auf dem sechsten Platz. Im Juni wurde er bei der 1. Liga der Team-Europameisterschaft im Zuge der Europaspiele in Chorzów mit 20,00 m Sechster und im August verpasste er bei den Weltmeisterschaften in Budapest mit 19,97 m den Finaleinzug. Im Jahr darauf belegte er bei den Europameisterschaften in Rom mit 20,42 m den achten Platz, ehe er bei den Olympischen Sommerspielen in Paris mit 20,67 m im Finale auf den neunten Platz gelangte.
In den Jahren von 2017 bis 2020 sowie von 2022 bis 2024 wurde Thomsen norwegischer Meister im Kugelstoßen im Freien sowie von 2018 bis 2020 und 2022 und 2023 auch in der Halle.